# Ptychochromoides itasy
Ptychochromoides itasy är en fiskart som beskrevs av Sparks 2004. Ptychochromoides itasy ingår i släktet Ptychochromoides och familjen Cichlidae. IUCN kategoriserar arten globalt som utdöd. Inga underarter finns listade i Catalogue of Life.